# Sporthämaturie
Eine Sporthämaturie oder Marschhämaturie (Oberbegriff Bewegungshämaturie) ist das Auftreten von Blut im Urin (Hämaturie) nach körperlicher Belastung. Sie gilt allgemein als harmloses Phänomen. Mitunter wird diese Marschhämaturie unsystematisch mit der Marschhämoglobinurie gleichgesetzt; richtig werden beide von der ebenso verursachten und ebenso harmlosen Marschalbuminurie (Albuminurie) abgegrenzt.

## Ursachen
Es wurden eine ganze Reihe möglicher Auslöser für eine Sporthämaturie beschrieben, darunter Ausdauersportarten wie Joggen, Rudern, Schwimmen und Fahrradfahren sowie Kontaktsportarten wie Football, Schuhplatteln und Boxen. Etwa jeder vierte untersuchte Ultramarathon-Läufer hat nach dem Rennen rote Blutkörperchen (Erythrozyten) im Urin.
Die Ursachen können traumatisch oder nicht-traumatisch sein. Bei Kontaktsportarten werden Verletzungen der Nieren und der Harnblase durch direkte Stöße als Ursache der Blutung angenommen. Beim Langstreckenlaufen kann es gerade bei entleerter Blase dazu kommen, dass durch die rhythmischen Erschütterungen die Blasenwände aneinander reiben und dadurch aufscheuern. Für die Hämaturie durch Fahrradfahren könnten Stöße über den Sattel für eine Verletzung der Blase verantwortlich sein. Beim Schwimmen und Rudern kommt es allerdings nicht zu einer Krafteinwirkung auf die inneren Organe, die Hämaturie muss also anders erklärt werden. Dafür wurden verschiedene Mechanismen vorgeschlagen, aber nie bewiesen. Eine Möglichkeit könnte sein, dass es durch Umverteilung des Blutes in die Muskulatur zu einer Minderdurchblutung der Nieren (Ischämie) kommt, was dann zum Blutaustritt aus dem Nierengewebe führt. Eine andere Erklärung ist, dass es durch die erhöhte Laktat-Konzentration im Blut zu einer Schädigung des Nierenfilters kommt, wodurch Erythrozyten mit dem Harn ausgeschieden werden.

## Klinik
Die Blutausscheidung kann so groß sein, dass sich der Urin dunkel verfärbt (Makrohämaturie), oft fällt sie aber ohne Testung nicht auf. Es gibt Teststreifen, die Blutbestandteile im Urin nachweisen können. Die Sporthämaturie bildet sich nach dem Ende der Belastung innerhalb von Tagen zurück. Generell handelt es sich deswegen um ein ungefährliches Phänomen ohne Krankheitswert. Sie sollte allerdings von anderen Ursachen abgegrenzt werden, vor allem, wenn die Hämaturie länger besteht. Es muss auch geprüft werden, ob tatsächlich eine Hämaturie, also eine Ausscheidung von Blut, oder aber eine Hämoglobinurie vorliegt, bei der nur der Blutfarbstoff Hämoglobin in den Urin gelangt, aber keine anderen Blutbestandteile. Das ist der Fall bei der Marschhämoglobinurie oder bei der Sporthämoglobinurie (englisch: exercise induced hemoglobinuria).